# Kerstin Hamann
Kerstin Hamann (* 1966 in Bad Kreuznach) ist eine deutsche Schriftstellerin.

## Leben
Nach der Mittlere Reife 1983 absolvierte Kerstin Hamann eine Ausbildung zur Arzthelferin, bevor sie 1987 sich zur Fotografin ausbilden ließ. Ihr Fachabitur legte sie 1991 auf dem zweiten Bildungsweg ab. Mit Abgehakt gab sie im Jahr 2000 ihr Romandebüt als Schriftstellerin. Die Geschichte um Kommissar Martin Sandor, die in Wiesbaden spielt fand mit Innere Werte 2012 und Windige Geschäfte im Jahr 2014 zwei Fortsetzungen.
Mit ihrem Ehemann und den drei gemeinsamen Töchtern lebt Hamann heute in Roxheim.

## Werke (Auswahl)
- Abgehakt, Erfurt 2010, Sutton Verlag, ISBN 978-3-86680-636-8
- Innere Werte, Erfurt 2012, Sutton Verlag, ISBN 978-3-86680-977-2
- Windige Geschäfte, Erfurt 2014, Sutton Verlag, ISBN 978-3-95400-324-2